# Lyktsken
Lyktsken var ett lajv som arrangerades av Livesällskapet Galadrim i Ramshyttan utanför Örebro den 18-24 juli 1999.

## Arrangemanget
Arrangemanget hade totalt 136 deltagare. Lyktsken var en stark kandidat till den inofficiella titeln "Sommarens storlajv 1999" och lät tala om sig redan under förberedelserna men betraktas i efterhand inte som en milstolpe i svenskt lajvande på grund av deltagarantalet, utan dels på grund av att det var det första större lajvet i Sverige där vapenreplikor av stål användes i stället för boffervapen, dels på grund av att utrustningskraven var betydligt högre än på något annat svenskt lajv vid denna tid och att arrangörerna därmed satte en ny standard för vad som var möjligt att göra. Lajvet fick också uppmärksamhet på grund av att arrangörerna var mycket unga.

## Produktion
Lyktskens utrustningskrav var: "högst i Sverige i genren medeltid/fantasy". Spelvärldens kultur var avsiktligt patriarkal, vilket väckte mycket debatt innan lajvet. Inkvisitionsriddarna utgjorde emellertid en jämställd subkultur och anfördes av en kvinna.

### Stålvapen på lajv
"Detta är ett första steg för att etablera blankvapen på lajv.", skrev arrangörerna på lajvets hemsida vid en tidpunkt då strid på lajv normalt gestaltades med boffervapen, strid inom SCA gestaltades med vapen av rotting och stålvapenstrid inom historiskt återskapande var så gott som okänt i Sverige. Galadrim tog även fram ett system för hur striderna skulle gå till.

## Fiktion
Lajvet utspelade sig i och omkring den fiktiva byn Askevall där det bland annat skulle hållas val av byråd. Friden i byn stördes emellertid av att en grupp inkvisitionsriddare anlände till byn och slog sig ned för att leta efter en kättare som var bördig från byn. Kättaren hittades, rannsakades, dömdes och brändes på bål.  